# Casalciprano
Casalciprano ist eine Gemeinde (comune) in der italienischen Region Molise und der Provinz Campobasso. Die Gemeinde liegt in den Apenninen etwa zwölf Kilometer westnordwestlich von Campobasso und hat 444 Einwohner (Stand 31. Dezember 2023), gehört zur Unione Comuni Alto Biferno und grenzt unmittelbar an die Provinz Isernia. Der Biferno verläuft am östlichen Rand der Gemeinde.

## Verkehr
Entlang des Biferno führt die Strada Statale 647 Fondo Valle del Biferno von Boiano nach Guglionesi durch die Gemeinde.